# Museu Imperial da Guerra de Duxford
O Imperial War Museum Duxford é um ramo do Imperial War Museum localizado em Duxford, nas proximidades de Cambridge, Cambridgeshire. Fundado em 1977, é o maior museu de aviação do Reino Unido. Tem como objetivo contar as histórias das pessoas que viveram e lutaram pela Força Aérea Real de Duxford. Seu acervo abriga cerca de 200 aeronaves, veículos militares, artilharias e navios navais menores em exibição permanente nos 7 prédios que o compõem. O museu também possui um espaço dedicado a conservação de filmes, livros e outros documentos, além de peças do Exército Britânico.
Foi durante a Segunda Guerra Mundial que Duxford se destacou, enquanto acontecia a Batalha da Grã-Bretanha. Mais tarde, foi usado pelas unidades de combate das Forças Aéreas do Exército dos Estados Unidos em apoio ao bombardeio que estava acontecendo na Alemanha. Duxford permaneceu como um campo ativo de pouso da RAF até 1961. 
Muitos dos edifícios originais de Duxford, como, por exemplo, os hangares usados ao longo da Batalha da Grã-Bretanha, ainda estão em uso. A maioria carrega em si um significado histórico e arquitetônico muito particular. Em 2018, o museu é operado em parceria com o Cambridgeshire County Council e a Duxford Aviation Society, uma instituição de caridade formada em 1975 para preservar aeronaves civis e promover a apreciação da história da aviação civil britânica.

## História do Museu
O Imperial War Museum Duxford foi criado durante a Primeira Guerra Mundial, em 1917, como o comitê do Museu da Guerra Nacional, formado pelo governo britânico para registrar o esforço de guerra e o sacrifício da Grã-Bretanha e seu Império. Suas portas foram abertas ao público no ao de 1920, altura em que foi renomeado o Museu da Guerra Imperial.
Com o surgimento da Segunda Guerra Mundial, a concepção do que era material para o acervo do museu foi ampliada, a fim de incluir, também, os objetos desse conflito. Os termos de referência do museu foram ampliados novamente em 1953, para incluir todos os conflitos modernos em que as forças britânicas ou da Comunidade das Nações estavam envolvidas.
Aos poucos, conforme a coleção se expandia, o espaço onde os objetos ficavam expostos começou a ficar pequeno e, logo, o museu buscou por um espaço adicional, que conseguisse agrupar tudo. Além disso, como consequência do aumento da coleção, muitas partes, especialmente as de aeronaves, veículos e artilharia, não foram efetivamente armazenadas ou exibidas.

## Duxford Aviation Society
Os responsáveis pelo museu são o Imperial War Museum, o Cambridgeshire County Council e a Duxford Aviation Society. A Sociedade é uma instituição de caridade registrada (nº 285809) e tem dois objetivos principais em prol dos quais luta: educar o público coletando e exibindo aeronaves históricas, veículos militares e barcos; e apoiar o Museu Imperial da Guerra.
A Duxford Aviation Society preserva e mantém a coleção de aviação civil. Entre algumas de suas aeronaves, especialmente notáveis na coleção, está incluso um Comet de Havilland, que fez o primeiro voo transatlântico de passageiros para o leste, em 4 de outubro de 1958, e o Concorde G-AXDN 101, uma aeronave de pré-produção que alcançou a maior velocidade de qualquer Concorde, fazendo um voo transatlântico para o oeste em duas horas, 56 minutos.
Para que a coleção esteja sempre restaurada, uma das principais equipes mundiais de engenheiros de restauração de veículos militares ajuda a manter os objetos bem preservados. A equipe (ou seus voluntários) possui alguns dos veículos localizados em Duxford e fornece serviços de restauração para veículos dentro da coleção do museu. A equipe também opera veículos para demonstrações durante o ano. As obras foram apresentadas no programa de Revisão de Tanques do Discovery Channel, o século 20 de James May, e uma grande variedade de revistas e outros meios de comunicação.